# プリズム・ハート
『プリズム・ハート』は、2000年10月6日にぱじゃまソフトより発売されたアダルトゲーム作品。ぱじゃまソフトのデビュー作品である。2001年11月29日には、KIDよりドリームキャスト（DC）版が発売された。2006年には続編『プリズム・アーク 〜プリズム・ハート エピソード2〜』が発売されている。
中世風王国「ヴィントラント王国」を舞台とした恋愛シミュレーションゲーム。主人公育成と登場キャラクターとの交流を深めていくのが目的。育成結果などにより女性キャラクターとの親愛度が変化し、それぞれへのエンディングに分岐する。劇中曲を収録したCDが限定配布されたが、人気が高かったため、後に一部の曲を再編集したものが『ハートの風車』として販売された。

## ストーリー
ヴィントラント王国の住人マイステルは、騎士になる夢を叶えるため、王都で開かれる剣術大会への参加を決意する。剣術大会に優勝すれば、王国騎士に叙任されることが出来るのだ。参加と修行のため、王都の外れにある「風車亭」に滞在するが、そこや王都で魅力的な女性達と出会うことになる。

## キャラクター
声優名はPC版／DC版の順で表記。
マイステル
主人公。幼少時にプリンセアから懐中時計を贈られる。騎士になる目的と時計のこともあって、大会に臨むために田舎から出てきた。当初は剣はさっぱりだったが、修行を重ね腕を磨く。正史(次作)ではプリンセアと結婚し、王国を継ぐことになるが、スターシステムによる客演と言った方が正確かも知れない。
プリンセア
声：岩田由貴子／岩居由希子
マイステルとは幼馴染だが、ある事件で彼の懐中時計を観るまで彼だという事に気が付かなかった。ハンスという弟がいたが、マイステルと別れた後すぐに亡くなっている。
正史(次作)ではマイステルと結婚し、娘を授かることになっているが、スターシステムによる客演と言った方が正確かも知れない。
コメート
声：村井静代／本井えみ
「風車亭」に勤めるメイド。バランス感覚に難があるらしく、いつもお皿を割っている。後に、マイステルとプリンセアのメイドとして迎え入れられた。正史(次作)でもメイドとして仕えているがスターシステムによる客演と言った方が良いかも知れない。
神弥無（かみな）
声：ミルキーゆかり／本間ゆかり
和の国からやってきた巫女。ある組織から密命を受けている。大会後は帰国し、組織を継ぐ。
メイプル・リッツ
声：藤木類／後藤邑子
マイステルの義妹。通称メル。田舎の貴族に気に入られている。実はある大病を患っている。
チャ・イーナ
声：海原エレナ／横手久美子
遊の国からやってきた中華系な女の子。爆弾好きらしく、後には武器商人となる。
アンジェ
声：結城香穂／こおろぎさとみ
教会に勤める女の子だが、とある事情でその筋での有名人である。
エコー
声：藤井恵美／小林優子
「風車亭」の女主人。どんな時でも笑顔を崩さない。プリンセアにとっては親戚に当たるらしい。攻略対象だがなぜかHシーンが存在しない。条件を満たせば夜這いには来る。
実は登場人物の中で最強らしく、現王ですら彼女の前では腰が引け気味。また、王妃らしいが本作では明かされない。小説版では、「エコーリア」とグスタフ王に呼ばれており、姉妹が幾人か居る模様。
アーニャ
声：結城香穂／こおろぎさとみ
森に棲む半獣人（ワーキャット）の女の子。この種族は以前に比べ大幅に数を減らし、マイステルのいた地方ではほぼ絶滅状態に近い。警戒心が強く、普通の人間には存在を感知することすら難しい。
マイステルにある事で命を助けてもらってからは彼の事を気に掛け、その時に手に入れた彼の上着を羽織っている。外見が幼い上に言葉足らずな喋り方しか出来ない。エコーはこの種族の雄が嫌い。攻略対象の中では扱いが悪く攻略するとある理由によりエンディングまでに死んでしまう。
リーズ
未登場／堀江由衣
DC版オリジナルキャラクター。ドジで泣き虫な女の子。トレードマークの赤頭巾を被り、騎士を目指して修行に挑む。彼女には護るべきものがあり、そのために騎士になろうとしている。試合では泣きながら戦い、いつの間にか勝ってしまう。
フレイア
未登場／井上喜久子
DC版オリジナルキャラクター。王都フリーデンにやってきた吟遊詩人の女性。
アラミス
衛兵としてシェーンハイト城を守る美女。オルガ地方の出身。単独のエンディングこそ無いが、Hシーンが用意されている。ハーレムエンドではハーレムの一員となる。
キザーロフ
声：小笠原鷹男／岡野浩介
王国有数の名門貴族の息子で、名前通りのキザな男。プリンセアを気に入っており、ライバルと見なしたマイステルを罠に嵌めようとしたりする。剣の腕前は高く大会の優勝候補だが、間抜けな面も見せる。正史では、マイステル即位後に王国の摂政となる。一応、王族としての継承権は持っているらしい。
ハンス
故人。プリンセアの弟。かつてマイステルの家の近くに姉と共に静養に来ていた。王都で持病の発作により死亡。特効薬が間にあわなかったらしい。

## スタッフ
- 原画：大野哲也
- シナリオ：和泉時彦
- 音楽：OdiakeS

### 主題歌等
オープニングテーマ「ハートの風車」
作詞:和泉時彦 / 作曲・編曲：OdiakeS / 歌：TAKACO
セカンドオープニングテーマ「Heart of Prism」
作詞:和泉時彦 / 作曲・編曲：OdiakeS / 歌：TAKACO
エンディングテーマ「ふたりの小さな未来（ゆめ）」
作詞：あんなコった / 作曲・編曲：OdiakeS / 歌：藤井恵美
エンディングテーマ「Moonlight Cathedral」
作詞:和泉時彦、OdiakeS / 作曲・編曲：OdiakeS / 歌：TAKACO

## ドリームキャスト版
KIDより2001年11月29日に発売。基本ストーリーはPC版と同じだが、オリジナルキャラクターが追加されている。
初回限定版には外伝ディスク付き。また、特定の販売店では特典としてテレホンカードが用意された。

## 関連商品

### カードゲーム
Lycee
シルバーブリッツのトレーディングカードゲーム、Lyceeに参戦している。収録エキスパンションは、PRODUCTION PENCIL1.0など。